# Dead Man's Curve
 (mars 2025).
La mise en forme du texte ne suit pas les recommandations de Wikipédia : il faut le « wikifier ».
Les points d'amélioration suivants sont les cas les plus fréquents :
- Les titres sont pré-formatés par le logiciel. Ils ne sont ni en capitales, ni en gras.
- Le texte ne doit pas être écrit en capitales (les noms de famille non plus), ni en gras, ni en italique, ni en « petit »…
- Le gras n'est utilisé que pour surligner le titre de l'article dans l'introduction, une seule fois.
- L'italique est rarement utilisé : mots en langue étrangère, titres d'œuvres, noms de bateaux, etc.
- Les citations ne sont pas en italique mais en corps de texte normal. Elles sont entourées par des guillemets français : « et ».
- Les listes à puces sont à éviter, des paragraphes rédigés étant largement préférés. Les tableaux sont à réserver à la présentation de données structurées (résultats, etc.).
- Les appels de note de bas de page (petits chiffres en exposant, introduits par l'outil «  Source ») sont à placer entre la fin de phrase et le point final[comme ça].
- Les liens internes (vers d'autres articles de Wikipédia) sont à choisir avec parcimonie. Créez des liens vers des articles approfondissant le sujet. Les termes génériques sans rapport avec le sujet sont à éviter, ainsi que les répétitions de liens vers un même terme.
- Les liens externes sont à placer uniquement dans une section « Liens externes », à la fin de l'article. Ces liens sont à choisir avec parcimonie suivant les règles définies. Si un lien sert de source à l'article, son insertion dans le texte est à faire par les notes de bas de page.
- La présentation des références doit suivre les conventions bibliographiques. Il est recommandé d'utiliser les modèles {{Ouvrage}}, {{Chapitre}}, {{Article}}, {{Lien web}} et/ou {{Bibliographie}}. Le mode d'édition visuel peut mettre en forme automatiquement les références.
- Insérer une infobox (cadre d'informations à droite) n'est pas obligatoire pour parachever la mise en page.

Pour une aide détaillée, merci de consulter Aide:Wikification.
Si vous pensez que ces points ont été résolus, vous pouvez retirer ce bandeau et améliorer la mise en forme d'un autre article.
Singles par Jan and Dean
Drag City
(1963) The Little Old Lady from Pasadena
(1964)
Dead Man's Curve (en français Le Courbe de l'homme mort) est une chanson interprétée par Jan and Dean, écrite et composée par Brian Wilson, Artie Kornfeld, Roger Christian et Jan Berry, sortie en 1963.

## Chanson
Dead Man's Curve est une "chanson tragique pour adolescents" typique des années 1960. Le chanteur sort pour une promenade tranquille un soir dans sa Corvette Sting Ray, lorsqu'un conducteur s'arrête à côté de lui dans sa Jaguar Type E et le défie dans une course. Selon la chanson, la course démarre à Sunset and Vine, se dirige vers l'ouest sur West Sunset Blvd., passe par North La Brea Ave., North Crescent Heights Blvd. et North Doheny Dr. Le Schwab's Drug Store d'origine se situait juste à l'est de Crescent Heights sur Sunset. La courbe de North Whittier Drive, un virage à droite de près de 90° en direction de l'ouest sur Sunset Boulevard juste après North Whittier Drive, pourrait avoir été la "courbe de l'homme mort" dans la chanson ; il y a cependant un débat sur l'emplacement réel de la courbe.
La chanson se termine avec le chanteur racontant ses derniers souvenirs de la course malheureuse à un médecin. Des effets sonores de crissement de pneus et d'accidents sont également entendus dans la chanson. 
Par coïncidence, Jan Berry, de Jan and Dean, sera lui-même plus tard impliqué dans un accident où il faillit perdre la vie en 1966, lorsqu'il écrasa sa propre Sting Ray dans un camion garé sur North Whittier Drive près (mais pas sur) de la Dead Man's Curve. Deadman's Curve servira de titre pour le téléfilm biographique de 1978 sur Jan et Dean, avec Richard Hatch et Bruce Davison interprétant respectivement Berry et Torrence.

## Versions
Trois versions de Dead Man's Curve sont publiées :
- Version 1 : version originale de l'album Drag City en 1963
- Version 2 : version "hit" avec ajout de cuivres, de cordes, de chœurs supplémentaires et de bruits de voiture qui dérape et s'écrase ; extrait du LP Dead Man's Curve/The New Girl In School en 1964
- Version n° 3 : un ancien mixage studio rejeté de l'album Filet of Soul de 1966.

Des versions live apparaissent sur les albums Command Performance de 1965 et Anthology de 1971
Il existe quelques différences mineures dans les paroles entre les versions 1 et 3 et la version 2  :
- Versions 1 et 3 : « my frenched tail lights », « the strip was deserted », et « puled her out and there I was »
- Version 2 : « my six tail lights », « the street was deserted », et « puled her out and there we were »

Il existe deux versions de base :
- Version 1 : Chant principal et chœurs : Jan Berry

Chœurs : Jan Berry, Brian Wilson, Gary Usher. Sortie : sur le LP Drag City, Liberty LST 7339, Jan et Dean
6 janvier 1964 Face 1, morceau 5 – 3:01
Également sur le LP Filet of Soul, Liberty LST 7441, Jan et Dean, 25 avril 1966, Face 2, morceau 3 – 3:01
- Version 2 : Jan Berry, Roger Christian, Artie Kornfeld, Brian Wilson

Jan Berry : Chant principal et chœurs. Dean Torrence : chœurs
Sortie le 17 février 1964 Liberty 55672 45 tours (face B : New Girl in School) – 2:28 (2:21 sur le disque réel)
Sortie le 4 mai 1964 LP Dead Man's Curve/The New Girl in School Liberty LST 7361, Jan et Dean Face 1, coupe 1 – 2:28
Également réédité sur plusieurs compilations (le LP de Rhino Entertainment de 1984 Teenage Tragedies répertorie la chanson comme une version réenregistrée), des anthologies et des disques 45 tours (certains chronométrés à 2:39)
Au moins une version de la chanson présente The Honeys aux chœurs.

## Classement
Dead Man's Curve se classe 8e au Billboard Hot 100 et 39e au Canada à sa sortie.
Elle entre au Grammy Hall of Fame en 2008.

## Reprises
La chanson est reprise par The Carpenters dans le cadre de leur séquence oldies sur leur album Now & Then (en).
La face B The New Girl In School est reprise par Alex Chilton sur son album de 1995, A Man Called Destruction.
La chanson est reprise par les Belljars, dont la version est diffusée pendant le générique de fin du film de 1998, Cursus fatal.
Cette chanson fut également reprise par Electric Eels, Blink-182 et le musicien canadien Nash the Slash (en).